# 36773 Tuttlekeane
36773 Tuttlekeane este o planetă minoră (asteroid) din centura de asteroizi. A fost descoperită pe 5 septembrie 2000 la Stația Anderson Mesa de Lowell Observatory Near-Earth-Object Search și a fost numită după James Tuttle Keane⁠(d). 
Obiectul prezintă o orbită caracterizată de o semiaxă mare de 2,7731616 UAi, o excentricitate de 0,16, o înclinație de 12,26248 ° în raport cu ecliptica.